# Arenales de San Gregorio
Arenales de San Gregorio – gmina w Hiszpanii, w prowincji Ciudad Real, w Kastylii-La Mancha, o powierzchni 31,19 km². W 2011 roku gmina liczyła 700 mieszkańców.